# Totoró
Totoró es un municipio colombiano ubicado en el departamento del Cauca. La mayor parte de su territorio es montañoso; su relieve corresponde a la cordillera central, en la cuenca alta del Río Cauca.

## Información general
El municipio de Totoró es conocido como La puerta de Oro del Oriente Caucano. Por su estratégica ubicación, este municipio se convierte en un eje muy importante de comunicación, pues es la vía de contacto entre Popayán y los municipios de Inzá, Belalcázar, Silvia y el departamento del Huila.
Pero su importancia no radica únicamente en sus vías de comunicación, sino en la diversidad y calidad de sus paisajes que permiten el cultivo intensivo de productos relevantes en la economía caucana: papa, ulluco, cebolla, maíz, aromáticas, cabuya, ganado doble propósito, yuca, café, plátano, entre otros.
Por su productividad, sobresale el Valle de Malvaza, de donde se extrae la mayor cantidad de papa en el Cauca, también es la despensa de varios productos agrícolas y pecuarios. Esta zona significa el nacimiento y la mayor responsabilidad para conservar y sostener las fuentes hídricas del departamento.
Además de su economía, Totoró es un bello municipio que cuenta con una gran riqueza natural; la alegría y hospitalidad de su gente; la cultura ancestral que aún prevalece; la diversidad pluriétnica y multicultural al contar con tres pueblos indígenas (Nasa, Polindara y Totoró), campesinos y urbanos, por las fiestas que celebra, por todo esto y mucho más, Totoró es un municipio que invita a ser conocido y explorado.

## Ubicación geográfica
Se encuentra situado al suroeste de Colombia, en la zona Oriental del Departamento del Cauca. Su cabecera municipal está localizada a una altitud de 2750 m s. n. m. (metros sobre el nivel del mar), entre los 2°38′ de latitud norte y 2°15′ de longitud oeste. Está ubicada a 30 kilómetros de la ciudad de Popayán.
La superficie del municipio de Totoró tiene una extensión de 42 198 ha (hectáreas) distribuidas en pisos bioclimáticos desde el subandino hasta el páramo y una precipitación promedio de 2000 mm. La mayor parte de su territorio es montañoso y su relieve corresponde a la cordillera central, específicamente a la cuenca Alta del río Cauca.
En la ordenanza n.º 67 del 11 de mayo de 1915 de la Asamblea Departamental del Cauca, los límites del municipio se definen de la siguiente manera:
En su cabecera del cerro nevado Pan de Azúcar en la cima de la Cordillera Central, siguiendo por esta cima y formando un semicírculo al pico del Guanacas; de aquí al cerro Pusná, en las cabeceras de Santa Lucía y el Tablón; del cerro Pusná en línea recta a la peña del Gallinazo, siguiendo los linderos del resguardo de los indígenas de Totoró y los de la hacienda de Ambaló al nacimiento del arroyo Minchicao; éste aguas abajo hasta su entrada en el Cofre; el Cofre aguas abajo hasta su caída en el Palacé; éste arriba hasta el arroyo las Chambas; el curso de éste hasta su origen; de aquí la línea más corta hasta el arroyo Santa Teresa; éste abajo hasta su desembocadura en el río Las Piedras; éste arriba hasta el arroyo Quintana; éste arriba hasta su nacimiento en el cerro de Buenavista y de allí por la cima de la cordillera al cerro Pan de Azúcar.

### Clima
Al presentar zonas de altitud mayores a los 3000 m s. n. m., como el corregimiento de Gabriel López, la temperatura promedio es de 10.3 °C (grados Celsius), con una escasa oscilación térmica anual gracias a su cercanía al ecuador, siendo unas de las zonas pobladas más frías de Colombia. Esto también influye en la precipitación, las cuales son más abundantes a menor altitud sobre el nivel del mar. también presenta el índice de irradiación solar más baja de todo el país, y probablemente de todo el mundo, ya que tan solo posee 637 horas de sol anuales (1,6~1,7 hSd), superando a Tórshavn.
| Parámetros climáticos promedio de Gabriel López, Totoró, Cauca, Colombia. | Parámetros climáticos promedio de Gabriel López, Totoró, Cauca, Colombia. | Parámetros climáticos promedio de Gabriel López, Totoró, Cauca, Colombia. | Parámetros climáticos promedio de Gabriel López, Totoró, Cauca, Colombia. | Parámetros climáticos promedio de Gabriel López, Totoró, Cauca, Colombia. | Parámetros climáticos promedio de Gabriel López, Totoró, Cauca, Colombia. | Parámetros climáticos promedio de Gabriel López, Totoró, Cauca, Colombia. | Parámetros climáticos promedio de Gabriel López, Totoró, Cauca, Colombia. | Parámetros climáticos promedio de Gabriel López, Totoró, Cauca, Colombia. | Parámetros climáticos promedio de Gabriel López, Totoró, Cauca, Colombia. | Parámetros climáticos promedio de Gabriel López, Totoró, Cauca, Colombia. | Parámetros climáticos promedio de Gabriel López, Totoró, Cauca, Colombia. | Parámetros climáticos promedio de Gabriel López, Totoró, Cauca, Colombia. | Parámetros climáticos promedio de Gabriel López, Totoró, Cauca, Colombia. |
| Mes                                                                       | Ene.                                                                      | Feb.                                                                      | Mar.                                                                      | Abr.                                                                      | May.                                                                      | Jun.                                                                      | Jul.                                                                      | Ago.                                                                      | Sep.                                                                      | Oct.                                                                      | Nov.                                                                      | Dic.                                                                      | Anual                                                                     |
| ------------------------------------------------------------------------- | ------------------------------------------------------------------------- | ------------------------------------------------------------------------- | ------------------------------------------------------------------------- | ------------------------------------------------------------------------- | ------------------------------------------------------------------------- | ------------------------------------------------------------------------- | ------------------------------------------------------------------------- | ------------------------------------------------------------------------- | ------------------------------------------------------------------------- | ------------------------------------------------------------------------- | ------------------------------------------------------------------------- | ------------------------------------------------------------------------- | ------------------------------------------------------------------------- |
| Temp. máx. abs. (°C)                                                      | 20.2                                                                      | 21.4                                                                      | 24.4                                                                      | 19.8                                                                      | 21.0                                                                      | 19.8                                                                      | 23.0                                                                      | 19.4                                                                      | 19.8                                                                      | 19.4                                                                      | 20.4                                                                      | 19.8                                                                      | 24.4                                                                      |
| Temp. máx. media (°C)                                                     | 16.4                                                                      | 16.3                                                                      | 16.6                                                                      | 16.3                                                                      | 16.1                                                                      | 15.3                                                                      | 14.6                                                                      | 15.0                                                                      | 15.8                                                                      | 16.2                                                                      | 15.5                                                                      | 16.5                                                                      | 15.9                                                                      |
| Temp. media (°C)                                                          | 10.4                                                                      | 10.4                                                                      | 10.5                                                                      | 10.7                                                                      | 10.6                                                                      | 10.2                                                                      | 9.6                                                                       | 9.9                                                                       | 10.3                                                                      | 10.4                                                                      | 10.5                                                                      | 10.4                                                                      | 10.3                                                                      |
| Temp. mín. media (°C)                                                     | 5.2                                                                       | 5.9                                                                       | 6.7                                                                       | 7.7                                                                       | 7.7                                                                       | 7.7                                                                       | 7.3                                                                       | 7.2                                                                       | 6.9                                                                       | 6.8                                                                       | 6.1                                                                       | 6.5                                                                       | 6.8                                                                       |
| Temp. mín. abs. (°C)                                                      | −4.4                                                                      | −4.0                                                                      | −4.8                                                                      | 0.4                                                                       | −4.4                                                                      | −5.8                                                                      | −4.6                                                                      | 0.0                                                                       | −5.4                                                                      | −4.0                                                                      | −5.4                                                                      | −4.8                                                                      | −5.8                                                                      |
| Lluvias (mm)                                                              | 70                                                                        | 76                                                                        | 87                                                                        | 106                                                                       | 105                                                                       | 88                                                                        | 114                                                                       | 83                                                                        | 77                                                                        | 107                                                                       | 113                                                                       | 79                                                                        | 1105                                                                      |
| Días de lluvias (≥ )                                                      | 13                                                                        | 14                                                                        | 16                                                                        | 20                                                                        | 21                                                                        | 20                                                                        | 22                                                                        | 20                                                                        | 18                                                                        | 19                                                                        | 19                                                                        | 15                                                                        | 217                                                                       |
| Horas de sol                                                              | 73                                                                        | 58                                                                        | 53                                                                        | 48                                                                        | 60                                                                        | 47                                                                        | 49                                                                        | 52                                                                        | 50                                                                        | 43                                                                        | 47                                                                        | 57                                                                        | 637                                                                       |
| Humedad relativa (%)                                                      | 80                                                                        | 81                                                                        | 81                                                                        | 82                                                                        | 82                                                                        | 83                                                                        | 83                                                                        | 83                                                                        | 80                                                                        | 80                                                                        | 80                                                                        | 80                                                                        | 81.3                                                                      |
| Fuente: Parámetros climáticos IDEAM 12 de agosto de 2018                  |                                                                           |                                                                           |                                                                           |                                                                           |                                                                           |                                                                           |                                                                           |                                                                           |                                                                           |                                                                           |                                                                           |                                                                           |                                                                           |

## Reseña histórica
Totoró fue fundada en el año 1815 y elevado a la categoría de municipio en 1835. Desde la preconquista estuvo habitado por pueblos indígenas que pertenecían a la confederación Pubenense (Totoroez, Polindaras, Palaces, Malvazas), quienes mantenían relaciones culturales y económicas con grupos étnicos circunvecinos tales como los kokonukos y guambianos, además de esporádicas relaciones con chibchas e incas. Posteriormente en la colonia llega la etnia nasa, traídos por los colonos como mano de obra indígena, y se establecen en los territorios de Novirao, Paniquitá y Jebalá.
En la época de la conquista se enfrentaron con valor y decisión al invasor español, a través de las confederación pubenense lideradas por los caciques hermanos o yasguenes  Payan y Calambas quien lideraba la mayor resistencia de los pueblos pubenenses en ese tiempo.
Durante el período colonial, las tierras de los indígenas fueron repartidas en los famosos pueblos de indios; figura territorial, política y administrativa que utilizaron para cristianizarlos y subordinarlos al diezmo y las primicias, bajo la voz tañida de las campanas. Otra institución que suplantó sus propios gobiernos y patrones culturales y políticos de asentamientos dispersos en los cuales vivían los Totoróes, fue la gran hacienda agrícola o ganadera, característica de la época.
La explotación de estas haciendas se hizo bajo el esquema de explotación de la mano de obra indígena, que con el tiempo fue reemplazada por los esclavos traídos de África. Es en el periodo de la independencia donde se adquiere la condición de municipio y se destacan igualmente los siguientes sucesos:
La permanente presencia indígena y campesina en este municipio como en el resto del Cauca actual se debe a una continuidad en su accionar político y a su resistencia cultural que como pueblos o culturas subordinadas han mantenido aún en lo más profundo de su memoria, sus propias tradiciones y formas de ver, sentir, ser y representar el mundo, logrando relacionarse con la sociedad dominante en condiciones de igualdad relativas.
En 1920 la lucha contra el Terraje se hizo evidente a través de los procesos de reconstrucción de los cabildos indígenas, la defensa de los resguardos y la reivindicación del derecho indígena como derecho mayor por parte del líder aborigen Manuel Quintín Lame, quién predicó constantemente la organización y derechos colectivos de los Indios. Esto permitió consolidar los actuales resguardos indígenas de Totoró, Paniquitá, Polindara, Jebalá y Novirao.
Es en el periodo de la independencia donde se adquiere la condición de municipio y se destaca por haber sido el municipio donde tuvo lugar la primera batalla de la independencia de Colombia en Bajo Palacé, lugar en el que el 28 de marzo de 1811 el ejército patriota, conformado por las ciudades confederadas del valle del cauca lograron el primer triunfo de la gesta libertadora.

## Población
Según el DANE, La población proyectada para el municipio de Totoró en el año 2016 es de 20 419 habitantes, que corresponde al 1,5 % de la población total del departamento. De este total de personas, 9964 son mujeres y 10 455 son hombres. La gran mayoría de la población habita en la zona rural y pertenecen a las comunidades indígenas. Además, casi el 50 % de la población total es menor de 18 años.
Población campesina: se encuentra en la parte alta del municipio, en la zona de Gabriel López y en la parte baja del municipio en la vereda Florencia. La población campesina corresponde a 9 veredas y a una población aproximada de 5087 personas, es decir, el 24,9 % de la población total del municipio.
Población mestiza o urbana: se encuentra principalmente en la cabecera municipal de Totoró ubicada en la zona media del municipio y corresponde a una población aproximada de 1927 personas, que representan el 9,4 % de la población total del municipio.
Población afrocolombiana y raizal: se encuentra distribuida en la cabecera municipal y en otras zonas del municipio, con una población aproximada de 13 personas que corresponde al 0,2 % de la población total del municipio.
Población indígena: la población indígena es la mayoritaria en el municipio y se distribuye a lo largo y ancho de todo el territorio, corresponde a 13 392 personas, que representan el 65,5 % de la población total del municipio. Se divide en 3 grupos poblacionales principales: el pueblo nasa, el pueblo polindara y el pueblo totoroez, además de algunas familias que pertenecen a los pueblos misak, ambalueño y kokonuko.
La población indígena nasa se distribuye en los resguardos de Novirao, Jebalá y Paniquitá en la parte media y baja del municipio; la población indígena Totoroez se ubica en el resguardo de Totoró en la parte media del municipio; mientras que la población indígena polindara se ubica en el resguardo de Polindara en la parte media y alta del municipio.
En total, son 35 veredas que pertenecen estos 5 territorios indígenas pero, además, hay algunas veredas de la parte media que pertenecen al resguardo indígena de Quintana con jurisdicción en el municipio de Popayán.
| Características generales de la población del municipio |        |                                                      |                               |      |
| Población total 2016                                    | 20 419 |                                                      | Primera infancia (0 a 5 años) | 2862 |
| Población frente al Dpto.                               | 1.5 %  | Infancia (6 a 11 años)                               | 2661                          |      |
| Población hombres                                       | 10 455 | Adolescentes (12 a 17 años)                          | 2684                          |      |
| Población mujeres                                       | 9964   | Jóvenes (18 a 29 años)                               | 4296                          |      |
| Población zona urbana                                   | 1927   | Adultos (30 a 59 años)                               | 6092                          |      |
| Población zona rural                                    | 18 492 | Adultos mayores (más de 60 años)                     | 1824                          |      |
| Población indígena                                      | 13 392 | SISBEN                                               | 1696                          |      |
| Población campesina                                     | 5087   | Total hogares a acompañar 2016. Estrategia ‘Unidos’. | 1160                          |      |
| Población mulato, afro                                  | 13     | Total hogares a acompañar 2016. Estrategia ‘Unidos’. | 1160                          |      |

Fuente: Censo DANE 2005, Proyección 2016. ANSPE.

## Territorios
La diversidad cultural es una de las características más sobresalientes del municipio de Totoró contando entre su población con indígenas de varios pueblos, campesinos, afrodescendientes y urbanos los cuales se encuentran a lo largo y ancho del municipio en los variados pisos climáticos con los que cuenta esta población.
Totoró está dividido en 47 veredas que se agrupan en 2 zonas campesinas, 5 resguardos indígenas y una zona urbana en la cabecera municipal. La población indígena corresponde a los pueblos nasa (resguardos de Paniquitá, Jebalá y Novirao), polindaras (resguardo de Polindara) y totoroez (resguardo de Totoró), además de alguna población que pertenece al Resguardo indígena de Quintana.

## Pueblo Nasa
El pueblo indígena nasa (segundo en población indígena a nivel nacional) hace su presencia en el municipio de Totoró en tres resguardos indígenas algunos de los cuales son de notable trayectoria histórica desde la colonia y otros son fruto de las reivindicaciones culturales vividas a raíz de las recuperaciones de territorio en las décadas de 1970 y 1980; los tres resguardos son limítrofes y luchan por conservar su identidad cultural, idioma propio, vestido, educación y salud propia.

### Resguardo de Paniquitá
El resguardo indígena de Paniquitá, está ubicado al oriente del departamento del Cauca, en la parte alta y media de la subcuenca del río Palacé y la media de la microcuenca río Cofre. Pertenece al Macizo colombiano, selva subandina denominada selva de tierra templada, correspondiendo a la cordillera central, a una altitud entre 1000 y 2400 m s. n. m., con precipitaciones que van de 4000 a 1000 mm anuales y temperaturas de 23 a 16 °C.
Según el censo del cabildo 2014, hay un total de 4538 habitantes (L/ Censal) distribuidos en 1970 familias; 2252 son hombres y 2284 son mujeres. Más del 50 % de la población es joven, con edades de entre 0 a 20 años; el 48.5 % tienen entre 20 y 90 años de edad y el 12 % de la población son nasa-yuwe-hablantes.
El ámbito territorial es de 8242 ha (hectáreas), de las cuales el 70 % es productiva, el 20 % es reserva natural y 0.5 % es no laborable. Solamente 225 ha están legalizadas y 1800 ha están en manos del Fondo nacional Agrario y el INCODER, el resto es propiedad privada.
El resguardo se divide en 10 veredas: Paniquitá Centro, La Estela, Buenavista, El Diviso, Ato Viejo, Campo Alegre, Palace, San Antonio, La Palma, La primavera. Limita por norte con el resguardo de Jebalá, por el oriente con los resguardos de Polindara y Totoró; por el occidente con el resguardo de Noviaro y por el sur con el resguardo de Polindara.

### Resguardo de Jebalá
El resguardo indígena de Jebalá está ubicado en el Departamento del Cauca entre los municipios de Totoró y Cajibío, en el margen sur del río Piendamó y el margen norte del río Cofre. Se encuentra a una altitud entre los 2000 y los 2400 m s. n. m. (metros sobre el nivel del mar). Su territorio es quebrado y pertenece al piedemonte de la cordillera central. Está ubicado en áreas pendientes de entre 30 a 79 %. La temperatura anual varía entre los 16 y 20 °C (grados Celsius), con una precipitación promedio mensual de 260 mm.
De acuerdo con el censo del cabildo, cuenta con 1422 habitantes agrupados en 365 familias. El 50 % de la población es de género masculino y la misma proporción de género femenino.  Son pertenecientes al Pueblo Indígena Nasa y en su gran mayoría conservan la lengua materna Nasa Yuwe. Existe una gran población joven en el resguardo.
Fue reconocido legalmente como resguardo el 18 de diciembre de 1992 bajo resolución N.º 076 proferida por el INCORA después de unos procesos de recuperación de tierra llevado a cabo por la comunidad. La extensión territorial es de 3144 ha (hectáreas) de área legitimada tanto en el municipio de Totoró inicialmente, como en el municipio de Cajibio en los últimos años. Sin embargo, en el territorio legalizado son solamente 696 ha que han sido asignadas por el gobierno nacional a la comunidad.
El territorio se divide política y administrativamente en 5 secciones o veredas: Bella Vista, Jebalá Centro y La Meseta en el municipio de Totoró y, en el municipio de Cajibío, El Túnel y La Pajosa-La Claudia. Limita al sur con los resguardos de Paniquitá y Novirao en el municipio de Totoró, al oriente con el resguardo de Ambaló en el municipio de Silvia, al occidente con el cabildo Kurakchak en Cajibío y al norte con la zona campesina de la estrella en el municipio de Silvia.

### Resguardo de Novirao
El reguardo indígena de Novirao está ubicado en el Departamento del Cauca, entre los municipios de Totoró, Popayán y Cajibío, en el margen sur del río Piendamó. Se encuentra a una altitud entre los 2000 y los 2400 m s. n. m.. Cuenta con una población aproximada de 2102 habitantes, pertenecientes al pueblo indígena nasa, que conservan en su gran mayoría su idioma ancestral nasa yuwe.
Se divide administrativamente en dos veredas: Novirao y Santa Ana. Limita al oriente con el resguardo indígena de Paniquitá, al occidente con la zona campesina de Florencia, al norte con el municipio de Cajibio, y al sur con el resguardo de Paniquitá y el municipio de Popayán.

## Pueblo Polindara
El pueblo indígena ancestral Polindara cuenta con una población aproximada de 3500 personas, las cuales se ubican en los municipios de Totoró, Popayán y Puracé; pertenecen ancestralmente al resguardo indígena de Polindara que está ubicado al suroeste de Colombia, en las estribaciones de la cordillera Central, noreste del departamento del Cauca, municipio de Totoró, a una altura aproximada de 2000 a 2800 m s. n. m. y una temperatura promedio de 12 a 16 °C. Dista a 34 km de Popayán, la capital del departamento. Parte de su población también se encuentra organizada políticamente en el municipio de Popayán en la zona rural (Corregimiento de Santa Rosa) y zona urbana, así como en el resguardo indígena de Quintana, cuya población pertenece mayoritariamente a este pueblo indígena.
Predomina el clima frío y la mayor parte del territorio tiene un relieve montañoso, su principal río es el Palacé que recorre el resguardo de Oriente a Occidente y nace en el páramo del Buey, también se encuentran las siguientes quebradas: Lindero, Las Piedras, La Chorrera, El Chuscal, El Arenal, La Inmaculada, Quebrada Honda, Monte Oscuro, entre otras.
La extensión del territorio legitimado por el Pueblo Polindara en el municipio de Totoró es de 4804,2678 hectáreas, de las cuales están legalizadas 2460. La población del resguardo asciende a 3532 personas (censo indígena 2016) que se identifican como polindaras y que están agrupadas en 748 familias.
Limita al norte con los resguardos indígenas de Totoró y Paniquitá; al oriente con las zonas campesinas de Portachuelo, Aguas Vivas y Siberia; al occidente con el resguardo de Quintana; y al sur con el Resguardo de Quintana y el municipio de Puracé.
El territorio se divide políticamente en las 13 veredas: El Convenio (La Siberia), La Reforma, El Baho, San Gregorio, La 14, Polindara Centro, La Palizada, La Unión, El Mirlán, San José y Altomoreno ubicadas en el municipio de Totoró y que forman parte del territorio legitimado. Sin embargo también pertenecen a la comunidad, otras veredas tales como Santa Rosa, San Antonio, La Balsa, La Mota, Cerrillos y la Tetilla ubicadas en la zona rural del municipio de Popayán y agrupadas en una sola vereda, así como la vereda Bello Horizonte conformada por Polindaras residentes en la zona urbana de Popayán; para un total de 13 secciones políticamente organizadas.

## Pueblo Totoroez
El pueblo indígena totoroez o tontotuna está ubicado en el municipio de Totoró. Cuenta con una población aproximada de 9000 personas, las cuales se distribuyen en 15 veredas, aunque la división ancestral de la comunidad es por secciones. Las veredas que conforman el pueblo Totoró son: Miraflores Bajo, Miraflores Alto, Las Vueltas, La Palizada, Salado Blanco, La Peña, Loma del Medio, Betania, Puente Tierra, Zabaleta, Malvazá, El Pedregal, Gallinazo, el Cofre, Tulcan y 12 secciones: Miraflores Bajo, Miraflores Alto, Loma del medio, Sepulturas, La Peña, Zabaletas, El Cofre, Malvazá, Tulcan, San Miguel el Tablón, Gabriel López y Santa Isabel. El Resguardo Indígena de Totoró limita al norte con el Resguardo de Ambaló por la quebrada Machingo límite ancestral entre la comunidad del resguardo indígena de Ambaló y totoro , el resguardo de Guambía limita con el resguardo de Ambaló por la quebrada la cañada, estos en el municipio de Silvia; al sur con el Resguardo de Polindara; al oriente con la zona campesina de Gabriel López y el resguardo de Guanacas y al occidente con el Resguardo de Paniquitá.
La comunidad del pueblo totoroez busca recuperar su idioma ancestral Namtrik y lleva procesos de fortalecimiento autónomos en educación, salud y producción que son reconocidos a nivel local y regional. La principal afluente hídrica es el río Cofre que atraviesa el resguardo de oriente a occidente. El clima es predominantemente frío y al interior del resguardo está ubicada la cabecera municipal cuya población no se identifica étnicamente con este pueblo indígena. Se destaca la producción de plantas medicinales, ecoturismo y producción de trucha.

## Zonas campesinas
Ubicadas en la parte alta del municipio y parte baja, comprenden principalmente el corregimiento de Gabriel López que es una destacada zona de producción de papa y otros productos de clima frío, así mismo la zona de Malvazá, Aguas Vivas, y en la parte baja la vereda Florencia. Las veredas que cuentan con población campesina son Gabriel López, Agua Bonita, Chuscales, Calvache, Tabaco, San Pedro, Portachuelo, Aguas Vivas, La Sibera, El Hatico y Florencia.

## Zonas urbanas
Comprende principalmente la población asentada en la cabecera municipal de Totoró, que se encuentra enclavada en las estribaciones de la cordillera central, a escasos 22 kilómetros de la ciudad de Popayán.

## Servicios públicos
- Energía Eléctrica: Compañía Energética de Occidente, es la empresa prestadora del servicio de energía eléctrica.
- Gas Natural: Alcanos de Colombia, es la empresa distribuidora y comercializadora de gas natural en el municipio.